# Хадсон (Илиноис)
Хадсон (енгл. Hudson) град је у америчкој савезној држави Илиноис.

## Демографија
По попису из 2010. године број становника је 1.838, што је 328 (21,7%) становника више него 2000. године.
| Група             | 2000.         | 2010.         |
| Белци             | 1.477 (97,8%) | 1.761 (95,8%) |
| Афроамериканци    | 1 (0,1%)      | 10 (0,5%)     |
| Азијати           | 7 (0,5%)      | 5 (0,3%)      |
| Хиспаноамериканци | 16 (1,1%)     | 43 (2,3%)     |
| Укупно            | 1.510         | 1.838         |